# DSe (Inschrift)

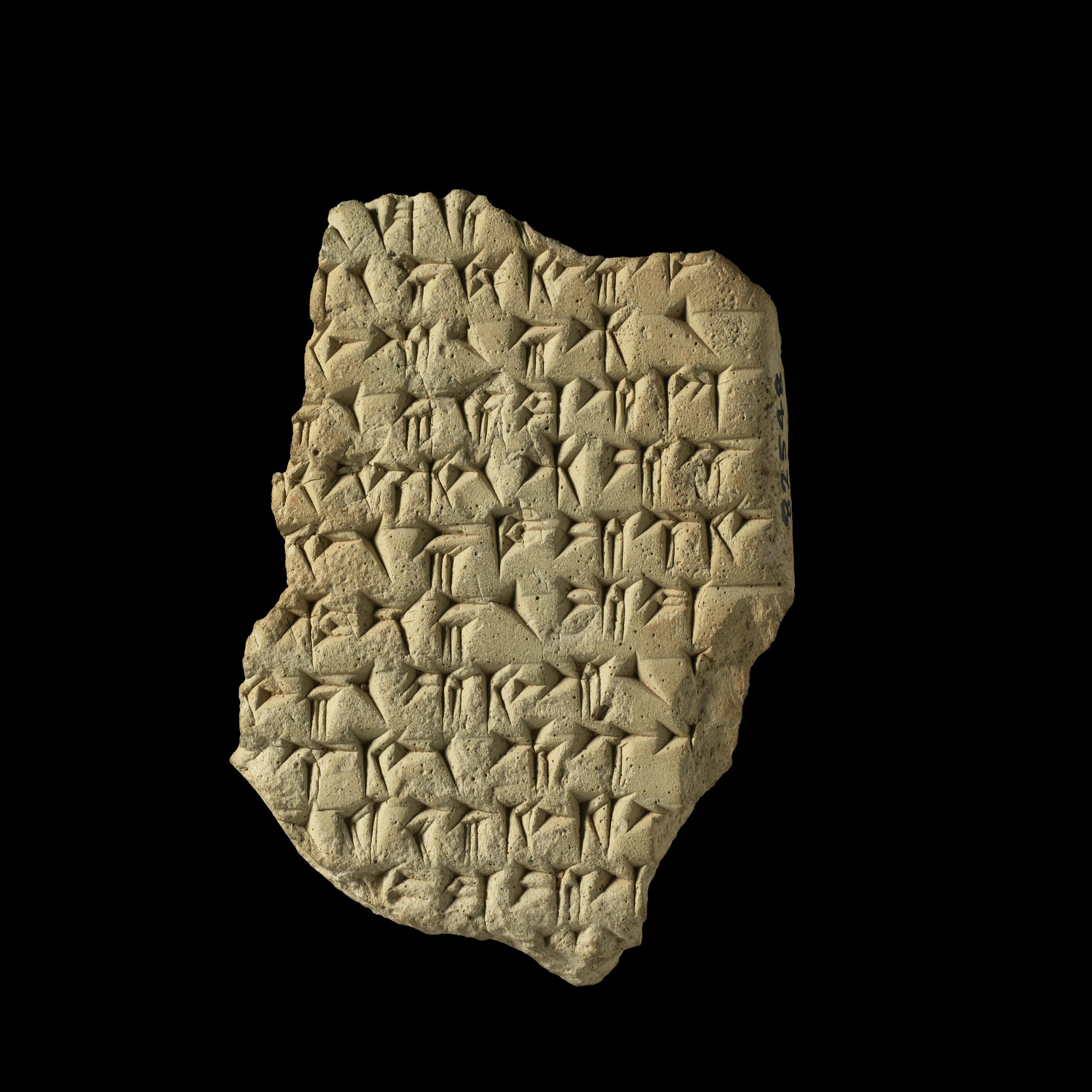
Altpersisches Tontafelfragment DSe 11 im British Museum, Inventarnummer BM 82548

DSe ist die Bezeichnung einer Inschrift von Dareios I. (D). Sie wurde in Susa (S) entdeckt und von der Wissenschaft mit einem Index (e) versehen. Der Text liegt in altpersischer, elamischer und babylonischer Sprache vor. Wilhelm Brandenstein konstruierte 1932 aus verschiedenen Fragmenten die Inschrift DSm. Diese wurden von Walther Hinz 1941 und Rüdiger Schmitt 2009 DSe und der Inschrift DSf zugeordnet.

## Inhalt
„§1. Der große Gott (ist) Ahuramazda, der diese Erde erschaffen hat, der jenen Himmel erschaffen hat, der den Menschen erschaffen hat, der das Glück erschaffen hat für den Menschen, der Dareios (zum) König gemacht hat, den einen (zum) König über viele, den einen (zum) Gebieter über viele.
§2. Ich (bin) Dareios, der große König, König der Könige, König der Länder mit allen Stämmen, König auf dieser großen Erde auch weithin, des Hystaspes Sohn, ein Achaimenide, ein Perser (und) Sohn eines Persers, ein Arier (Iranier), von arischer Abstammung.
§3. Es kündet Dareios, der König: Nach dem Willen Ahuramazdas, - dies (sind) die Länder, die ich in Besitz genommen habe außerhalb von Persien; ich habe über sie geherrscht; mir brachten sie Tribut; was ihnen von mir gesagt worden ist, das taten sie; das Gesetz, das mein (von mir) (ist), das hielt sie (fest):
§4. Medien, Elam, Parthien, Areia, Baktrien, Sogdien, Chorasmien, Drangiana, Arachosien, Sattagydien, die Mekraner, Gandara, Indien, die amyrgischen Saken,  die spitzmützigen Saken, Babylonien, Assyrien, Arabien, Ägypten, Armenien, Kappadokien, Lydien, die Griechen, die im/am Meer (sind), die Saken jenseits des Meeres, Thrakien, die Griechen jenseits des Meeres, die Karer.
§5. Es kündet Dareios, der König: Vieles, das schlecht gemacht war, das habe ich (zu) gut(em) gemacht; die Länder waren in Aufruhr; einer hat den anderen geschlagen; ich habe es so gemacht (zustande gebracht) nach dem Willen Ahuramazdas, daß einer den anderen überhaupt nicht (mehr) schlägt, (sondern) jeder an seinem Platz ist; das Gesetz, das mein (von mir) ist, - vor dem haben sie Furcht, so daß (der), der der stärkere (ist), den Schwachen nicht schlägt (und) nicht zunichte macht.
§6. Es kündet Dareios, der König: Nach dem Willen Ahuramazdas, - von Hand Geschaffenes in großer Zahl, das zuvor nicht (in) richtig(er Weise) gemacht (war), das habe ich (in) richtig(er Weise) gemacht; in Susa sah ich: die Burgmauer war schlecht gemacht, die früher errichtet worden (war); von da an bis darnach (daraufhin dann) habe ich eine andere Burgmauer errichtet.
§7. Es kündet Dareios, der König: Mich soll Ahuramazda schützen zusammen mit allen Göttern und mein Haus und, was in dieser Inschrift geschrieben (ist).“

## Beschreibung
Jean-Vincent Scheil gab der Inschrift DSe 1933 den Titel Eroberungen und Politik des Dareios (Conquêtes et Politique de Darius). Roland Grubb Kent nannte sie 1953 Wiederherstellung der Ordnung im Reich (Restoration of Order in the Empire). DSe ist auf den verschiedenen Trägern Kalkstein, Tontafel und glasierter Ziegel überliefert. Außer einer babylonischen Version ist die Inschrift stark fragmentiert. Man nimmt an, dass die altpersische 52 und die elamische Sprachversion 38 Zeilen hatte. Die babylonische Sprachversion umfasst 38 Zeilen. Die meisten Fragmente befinden sich wahrscheinlich im Louvre. Ein altpersisches Fragment wird im British Museum aufbewahrt. Von vielen Fragmenten fehlen die Maße. Das Fragment mit dem beinahe vollständigen babylonischen Text, DSe 001, hat die Maße 350 × 370 mm und das dritte babylonische Fragment 68 × 65 mm. Das altpersische Fragment DSe 2 hat eine Länge von 228 mm und eine Breite von 130 mm in der größten Ausdehnung.

## Forschungsgeschichte
Das Fragment der beinahe vollständig erhaltenen babylonischen Sprachversion (das Fragment DSe 001, siehe unten) stellte die Grundlage für die Rekonstruktion der elamischen und altpersischen Sprachversionen. Die Wiederherstellung des altpersischen Textes stellte die Wissenschaft wegen der starken Fragmentierung der Teilstücke, der unterschiedlichen Zeilenanordnung auf verschiedenen Trägern sowie variierender Wortlaute vor große Herausforderungen. Die Zeilen 19 bis 30 fehlen vollständig. Da der heutige Standort der meisten Fragmente unbekannt ist, basieren die meisten Zuweisungen und Übersetzungen auf Handzeichnungen und Fotografien. Franz Heinrich Weißbach rekonstruierte 1938 erstmals alle drei Sprachversionen mit 10 altpersischen, 3 elamischen und 2 babylonischen Fragmenten. Der Referenztext von Rüdiger Schmitt von 2023 berücksichtigt 12 altpersische, 5 elamische und 3 babylonische Fragmente.
Die Fragmente werden seit 1974 mit fortlaufenden Zahlen nach der Hauptbezeichnung DSe bezeichnet, wobei die Zahlen der altpersischen Fragmente ohne vorangehende Null, die elamischen mit einer Null und die babylonischen Fragmente mit zwei Nullen unterschieden werden (zum Beispiel DSe 1 für altpersisch, DSe 01 für elamisch und DSe 001 für babylonisch).
| Wissenschaftliche Abkürzung | Träger            | Veröffentlicht durch | Jahr | Heutiger Standort | Quelle                |
| --------------------------- | ----------------- | -------------------- | ---- | ----------------- | --------------------- |
| DSe 1                       |                   | Marie-Joseph Steve   | 1974 |                   | Günter Schweiger 1998 |
| DSe 2                       | Marmortafel       | Jean-Vincent Scheil  | 1929 | Louvre            | Günter Schweiger 1998 |
| DSe 3                       | Tontafel          | Jean-Vincent Scheil  | 1939 | Louvre            | Günter Schweiger 1998 |
| DSe 4                       |                   | Jean-Vincent Scheil  | 1933 | Louvre            | Günter Schweiger 1998 |
| DSe 5                       |                   | Jean-Vincent Scheil  | 1933 | Louvre            | Günter Schweiger 1998 |
| DSe 6                       |                   | Jean-Vincent Scheil  | 1933 | Louvre            | Günter Schweiger 1998 |
| DSe 7                       |                   | Jean-Vincent Scheil  | 1933 | Louvre            | Günter Schweiger 1998 |
| DSe 8                       |                   | Jean-Vincent Scheil  | 1933 | Louvre            | Günter Schweiger 1998 |
| DSe 9                       |                   | Jean-Vincent Scheil  | 1933 | Louvre            | Günter Schweiger 1998 |
| DSe 10                      |                   | Jean-Vincent Scheil  | 1929 | Louvre            | Günter Schweiger 1998 |
| DSe 11                      | Tontafel          | Jules Oppert         | 1894 | British Museum    | Günter Schweiger 1998 |
| DSe 12                      | Glasierter Ziegel | Jean-Vincent Scheil  | 1929 |                   | Rüdiger Schmitt 2009  |

| Wissenschaftliche Abkürzung | Träger      | Veröffentlicht durch | Jahr | Heutiger Standort | Quelle                  |
| --------------------------- | ----------- | -------------------- | ---- | ----------------- | ----------------------- |
| DSe 01                      | Tontafel    | Jean-Vincent Scheil  | 1929 |                   | Günter Schweiger 1998   |
| DSe 02                      | Tontafel    | Jean-Vincent Scheil  | 1929 |                   | Günter Schweiger 1998   |
| DSe 03                      | Marmortafel | Jean-Vincent Scheil  | 1929 |                   | Günter Schweiger 1998   |
| DSe 04                      | Kalkstein   | Marie-Joseph Steve   | 1974 | Louvre            | Günter Schweiger 1998   |
| DSe 05                      | Kalkstein   | Matthew W. Stolper   | 1980 | Privatbesitz      | Matthew W. Stolper 1980 |

| Wissenschaftliche Abkürzung | Träger      | Veröffentlicht durch    | Jahr | Heutiger Standort         | Quelle                |
| --------------------------- | ----------- | ----------------------- | ---- | ------------------------- | --------------------- |
| DSe 001                     | Steintafel  | Jean-Vincent Scheil     | 1933 | Iranisches Nationalmuseum | Parsa Daneshmand      |
| DSe 002                     | Tonzylinder | Franz Heinrich Weißbach | 1911 | Louvre                    | Günter Schweiger 1998 |
| DSe 003                     | Ton         | Marie-Joseph Steve      | 1974 | Iranisches Nationalmuseum | Parsa Daneshmand      |

Aus sieben Fragmenten, die auf glasierten Ziegeln gefunden und von Jean-Vincent Scheil 1929 veröffentlicht wurden, konstruierte Wilhelm Brandenstein 1932 die eigenständige Inschrift DSm. Die neu erstellte Inschrift konnte sich nicht durchsetzen und die Fragmente wurden später als Duplikate den Inschriften DSe und DSf zugeordnet.